# Liste de ponts d'Autriche
Cette liste de ponts d'Autriche a pour vocation de présenter une liste de ponts remarquables d'Autriche, tant par leurs caractéristiques dimensionnelles, que par leur intérêt architectural ou historique.

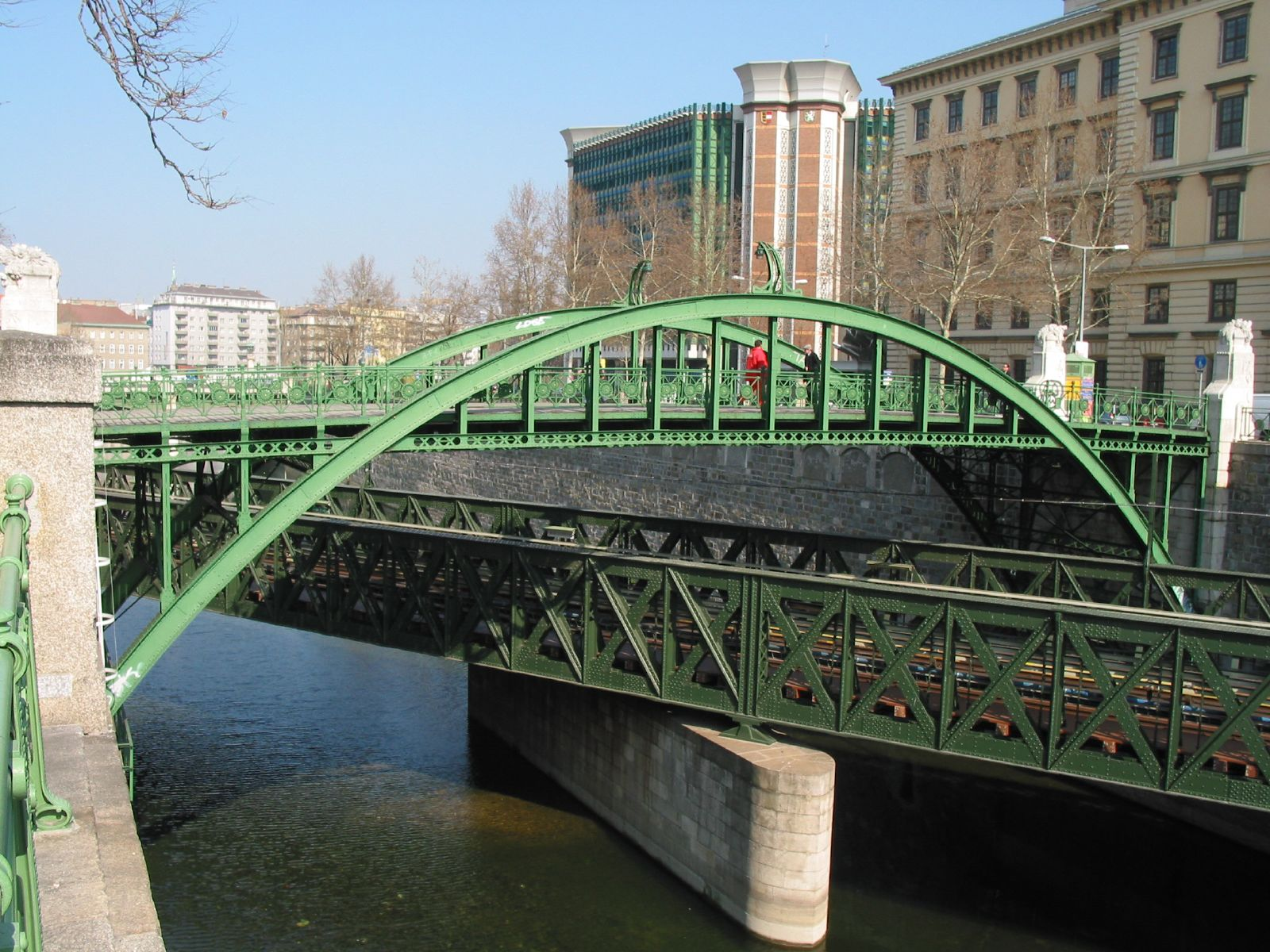
Zollamtsbrücke

Elle est présentée sous forme de tableaux récapitulant les caractéristiques des différents ouvrages proposés, et peut-être triée selon les diverses entrées pour voir ainsi un type de pont particulier ou les ouvrages les plus récents par exemple. La seconde colonne donne la classification de l'ouvrage parmi ceux présentés, les colonnes Portée et Long. (longueur) sont exprimées en mètres et enfin Date indique la date de mise en service du pont.

## Ponts présentant un intérêt historique
|                                                  |    | Nom                                | Distinction                                                | Long. | Type | Voie portée Voie franchie                               | Date       | Localisation                                                     | État                | Ref.  |
| ------------------------------------------------ | -- | ---------------------------------- | ---------------------------------------------------------- | ----- | --- | ------------------------------------------------------- | ---------- | ---------------------------------------------------------------- | ------------------- | ----- |
| Römerbrücke (Oberaich), Römerbrücke St. Dionysen | 1  | Pont romain d'Oberaich             | Monument protégé ID:ArD-6-102 Statut Bescheid              |       | Maçonnerie 1 arche                                                                                         |                                                         |            | Oberaich 47° 24′ 26″ N, 15° 13′ 24″ E                            | Styrie              |       |
| Römerbrücke in Adriach                           | 2  | Pont romain d'Adriach              | Monument protégé ID:ArD-6-025 Statut Bescheid              |       | Maçonnerie 1 arche                                                                                         |                                                         | IIe siècle | Deutschfeistritz 47° 13′ 35,6″ N, 15° 19′ 43,5″ E                | Styrie              |       |
| Hohe Brücke (St. Georgenberg) (le pont haut)     | 3  | Hohe Brücke                        | Portée : 12 mètres Hauteur libre : 33 mètres               | 50    | Pont couvert Pont en maçonnerie à 2 niveaux (arc plein cintre) avec passerelle superposée couverte en bois | Pont piétonnier Sankt Georgenberg Gorge de Georgenbachs | XVe siècle | Vomp 47° 22′ 39″ N, 11° 41′ 34″ E                                | Tyrol               | [ 1 ] |
| Rosannabrücke                                    | 4  | Pont sur la Rosanna                |                                                            | 18    | Pont couvert en bois                                                                                       | Pont piétonnier Rosanna                                 | 1765       | Strengen 47° 07′ 32,6″ N, 10° 27′ 41″ E                          | Tyrol               |       |
| Gschwendmühlbrücke                               | 5  | Gschwendmühlbrücke                 | Monument protégé ID:18302 Statut § 2a                      |       | Pont couvert en bois                                                                                       | Pont piétonnier Weißach                                 | 1789       | Sulzberg - Riefensberg 47° 31′ 22,6″ N, 9° 57′ 53,1″ E           | Vorarlberg          |       |
| Gschwendtobelbrücke                              | 6  | Gschwendtobel-Brücke               | Monument protégé ID:20068 Statut § 2a                      |       | Pont couvert en bois                                                                                       | Pont piétonnier Heckisau Subersach                      | 1834       | Lingenau - Egg 47° 26′ 46″ N, 9° 55′ 42,4″ E                     | Vorarlberg          |       |
| Stephansbrücke, Stefansbrücke                    | 7  | Pont Étienne                       | Portée : 43,6 mètres                                       |       | Maçonnerie 1 arche plein cintre                                                                            | B182 Brennerstraße Ruetz                                | 1845       | Schönberg im Stubaital 47° 12′ 39,4″ N, 11° 23′ 22,3″ E          | Tyrol               |       |
| Teufelsbrücke (Tuxerbach)                        | 8  | Pont du Diable de la vallée de Tux | Pont du Diable                                             |       | Pont couvert en bois                                                                                       | Pont piétonnier Vallée du Tux                           | 1876       | Finkenberg 47° 09′ 02,5″ N, 11° 49′ 09,9″ E                      | Tyrol               | [ 2 ] |
| Fußgängerbrücke                                  | 9  | Fußgängerbrücke                    | Portée : 34,5 mètres Monument protégé ID:91655 Statut § 2a | 35    | Pont couvert en bois                                                                                       | Pont piétonnier Inn                                     | 1882       | Fließ 47° 07′ 01,6″ N, 10° 36′ 33,8″ E                           | Tyrol               |       |
| Salzachbrücke Oberndorf-Laufen                   | 10 | Pont de la Salzach                 | Monument protégé ID:12266 Statut § 2a                      | 165   | Suspendu À chaînes, tablier et pylônes métalliques, piles maçonnerie                                       | 156A Brückenstraße Salzach                              | 1903       | Oberndorf bei Salzburg - Laufen 47° 56′ 22,9″ N, 12° 56′ 18,6″ E | Salzbourg Allemagne |       |
| Steyrlingviadukt                                 | 11 | Pont de Steyrling                  | Portée : 70 mètres                                         | 102   | Maçonnerie 1 arche segmentaire                                                                             | Pyhrnbahn Steyr                                         | 1904       | Steyrling 47° 48′ 15,5″ N, 14° 09′ 47,5″ E                       | Haute-Autriche      |       |
| Klausbrücke Mellau                               | 12 | Klausbrücke Mellau                 | Monument protégé ID:19800 Statut § 2a                      |       | Pont couvert en bois                                                                                       | Pont piétonnier Bregenzer Ach                           | 1914       | Mellau 47° 21′ 45,1″ N, 9° 52′ 43,3″ E                           | Vorarlberg          |       |
| Ammannsbrücke                                    | 13 | Ammannsbrücke                      | Monument protégé ID:3460 Statut § 2a                       |       | Pont couvert en bois                                                                                       |                                                         |            | Dornbirn 47° 23′ 01,6″ N, 9° 47′ 21,7″ E                         | Vorarlberg          |       |

## Ponts présentant un intérêt architectural
|                                         |   | Nom                                     | Distinction                                                              | Long. | Type                                         | Voie portée Voie franchie                 | Date | Localisation                                                       | État                     | Ref.  |
| --------------------------------------- | - | --------------------------------------- | ------------------------------------------------------------------------ | ----- | -------------------------------------------- | ----------------------------------------- | ---- | ------------------------------------------------------------------ | ------------------------ | ----- |
| Jauntalbrücke                           | 1 | Jauntalbrücke                           | Spot de saut à l'élastique Hauteur libre : 86 mètres                     | 460   | Poutres Acier, piles béton                   | Jauntalbahn Drave                         | 1961 | Ruden - Bleiburg 46° 38′ 51,1″ N, 14° 49′ 05,6″ E                  | Carinthie                | [ 3 ] |
| Pitzenklammbrücke                       | 2 | Pitzenklammbrücke                       | Spot de saut à l'élastique Portée : 138 mètres Hauteur libre : 94 mètres | 138   | Suspendu Tablier acier, pylône acier         | Passerelle Wald Luis Trenker-Steig        | 1995 | Arzl im Pitztal 47° 12′ 22,8″ N, 10° 46′ 09,5″ E                   | Tyrol                    |       |
| Schanerlochbrücke                       | 3 | Schanerlochbrücke                       | Arc béton en torsion                                                     | 23    | Arc Béton                                    | Ebnit Dornbirner Ach                      | 2005 | Ebnit 47° 21′ 31,9″ N, 9° 46′ 21,7″ E                              | Vorarlberg               | [ 4 ] |
| Mariensteg (Wernstein am Inn)           | 4 | Mariensteg (Wernstein am Inn)           | Portée : 144 mètres                                                      | 144   | Suspendu Tablier acier, pylône acier         | Passerelle Inn                            | 2006 | Wernstein am Inn - Neuburg am Inn 48° 30′ 22,7″ N, 13° 27′ 14,5″ E | Haute-Autriche Allemagne |       |
| Neue Hungerburgbahnbrücke               | 5 | Nouveau pont de la Hungerburgbahn       |                                                                          |       | Haubané Tablier acier, pylône inclinés béton | Hungerburgbahn (2006) Inn                 | 2007 | Innsbruck 47° 16′ 34″ N, 11° 23′ 50,2″ E                           | Tyrol                    |       |
| Winterhafenbrücke                       | 6 | Pont ferroviaire du Winterhafen         |                                                                          | 168   | Treillis Acier                               | Donauuferbahn - Donauländebahn Donaukanal | 2008 | Vienne 48° 10′ 17,2″ N, 16° 28′ 47,7″ E                            | Vienne 2e - 11e          |       |
| Holzgauer Hängebrücke                   | 7 | Pont suspendu d'Holzgau                 | Portée : 200 mètres Hauteur libre : 110 mètres                           | 200   | Suspendu Acier                               | Passerelle Höhenbach                      | 2011 | Holzgau 47° 15′ 54,4″ N, 10° 20′ 23,5″ E                           | Tyrol                    | [ 5 ] |
| Radfahrerbruecke Pirkach                | 8 | Radfahrerbruecke Pirkach                |                                                                          | 26    | Arc Bois, tablier suspendu                   | Passerelle Drave                          | 2008 | Oberdrauburg - Lienz 46° 45′ 56,9″ N, 12° 55′ 11,5″ E              | Carinthie Tyrol          |       |
| Hängebrücke am Berliner Höhenweg Nr.526 | 9 | Hängebrücke am Berliner Höhenweg Nr.526 |                                                                          |       | Suspendu                                     | Passerelle                                |      | Tux 47° 02′ 35,4″ N, 11° 41′ 20,6″ E                               | Tyrol                    |       |

## Grands ponts
Ce tableau présente les ouvrages ayant des portées supérieures à 100 mètres ou une longueur totale de plus de 3 000 mètres (liste non exhaustive).
|                                       |    | Nom                          | Portée   | Long. | Type                                               | Voie portée Voie franchie                               | Date      | Localisation                                                  | État             | Ref.  |
| ------------------------------------- | -- | ---------------------------- | -------- | ----- | -------------------------------------------------- | ------------------------------------------------------- | --------- | ------------------------------------------------------------- | ---------------- | ----- |
| Talübergang Schottwien                | 1  | Pont de Schottwien           | 250      | 632   | Poutre-caisson Béton précontraint                  | S6 Semmering Schnellstraße                              | 1989      | Schottwien 47° 39′ 08,8″ N, 15° 52′ 12,6″ E                   | Basse-Autriche   |       |
| VÖEST-Brücke                          | 2  | Pont sur la Voest            | 215      |       | Haubané Tablier acier, pylône acier                | A7 Mühlkreis Autobahn Danube                            | 1972      | Linz 48° 19′ 09,2″ N, 14° 17′ 57,9″ E                         | Haute-Autriche   |       |
| Lingenauer Hochbrücke                 | 3  | Pont Lingenauer              | 210      | 370   | Arc Béton, tablier porté                           | 205 Müselbach Hittisauer Straße Bregenzer Ache          | 1969      | Lingenau 47° 27′ 08,4″ N, 9° 53′ 16,5″ E                      | Bregenzerwald    |       |
| Pfaffenbergbrücke                     | 4  | Pont de Pfaffenberg-Zwenberg | 200      | 377   | Arc Béton, tablier porté                           | Tauernbahn                                              | 1971      | Pfaffenberg - Zwenberg 46° 54′ 58,9″ N, 13° 15′ 12,3″ E       | Carinthie        |       |
|                                       | 5  | Europabrücke                 | 198      | 820   | Poutre-caisson Béton précontraint                  | A13 Brenner Autobahn Europastraße 45 Wipptal            | 1963      | Innsbruck 47° 12′ 07,6″ N, 11° 24′ 06,9″ E                    | Tyrol            |       |
| Donaustadtbrücke                      | 6  | Donaustadtbrücke             | 186      | 741   | Haubané Monopylône, tablier acier, pylône acier    | U-Bahnlinie 2 (métro de Vienne) Danube                  | 1997      | Vienne 48° 12′ 29″ N, 16° 26′ 03,6″ E                         | Vienne 2e - 22e  |       |
| Innere Nösslachbrücke                 | 7  | Innere Nösslachbrücke        | 180      | 358   | Arc                                                | A13 Brennerautobahn                                     | 1967      |                                                               | Tyrol            |       |
| Floridsdorfer Brücke                  | 8  | Pont de Floridsdorf          | 167      | 432   | Poutre-caisson Acier                               | 226 Floridsdorfer Straße Danube                         | 1978      | Vienne 48° 14′ 49,5″ N, 16° 23′ 04,2″ E                       | Vienne 20e - 21e |       |
| Talübergang Lavant                    | 9  | Viaduc de Lavant             | 160 (x2) | 1079  | Poutre-caisson Béton précontraint                  | A2 Süd Autobahn Europastraße 66 Lavant                  | 1981 2007 | Twirmberg 46° 55′ 17,8″ N, 14° 50′ 26,6″ E                    | Carinthie        |       |
| Donaubrücke Traismauer                | 10 | Pont de Traismauer           | 160      | 1150  | Poutre-caisson Béton précontraint                  | S33 Kremser Schnellstraße Danube                        | 2011      | Traismauer 48° 23′ 04,5″ N, 15° 43′ 15,3″ E                   | Basse-Autriche   |       |
| Falkensteinbrücke                     | 11 | Falkenstein-Brücke           | 157 +125 | 396   | Arc Béton, tablier porté                           | Tauernbahn                                              | 1973      | Pfaffenberg 46° 55′ 28,4″ N, 13° 14′ 25,1″ E                  | Carinthie        |       |
|                                       | 12 | Lindischgraben-Brücke        | 154      |       | Arc Béton, tablier porté                           | Tauernbahn                                              | 1978      | Obervellach - Pfaffenberg 46° 55′ 50,6″ N, 13° 13′ 35,9″ E    | Carinthie        |       |
| Jörg-Haider-Brücke, Lippitzbachbrücke | 13 | Pont Jörg-Haider             | 150      | 445   | Poutre-caisson Béton précontraint                  | Drave                                                   | 2005      | Ruden 46° 37′ 59,6″ N, 14° 46′ 33,5″ E                        | Carinthie        | [ 6 ] |
| Trisannabrücke                        | 14 | Pont de Trisanna             | 120      | 211   | Arc Acier, piles maçonnerie Pont bow-string        | Arlbergbahn Trisanna - B188 Silvrettastraße             | 1964      | Pians - Strengen 47° 06′ 58,4″ N, 10° 29′ 28,1″ E             | Tyrol            |       |
| Kremsbrücke Pressingberg              | 15 | Kremsbrücke Pressingberg     | 115      | 2607  | Poutre-caisson Béton précontraint                  | A10 Tauern Autobahn Europastraße 55 Vallée d'Innerkrems | 1980      | Krems in Kärnten 46° 57′ 43,9″ N, 13° 37′ 15,4″ E             | Carinthie        |       |
| Angertalbrücke                        | 16 | Angertalbrücke               | 110      | 137   | Arc Treillis acier, 2 articulations, tablier porté | Tauernbahn Angerschlucht                                | 1905      | Bad Hofgastein - Bad Gastein 47° 08′ 55,1″ N, 13° 06′ 10,9″ E | Salzbourg        |       |
| Jedleseer Brücke                      | 17 | Jedleseer Brücke             |          |       | Haubané Tablier acier, pylône acier                | Passerelle Nouveau Danube                               | 1983      | Vienne 48° 16′ 05,6″ N, 16° 22′ 22,6″ E                       | Vienne 21e       |       |